# アレハンドラ・ロドリゲス
アレハンドラ・ロドリゲス（Alejandra Rodríguez、1963年11月27日 - ）は、アルゼンチンの弁護士・元ジャーナリスト。ミス・ユニバース・ブエノスアイレス2024で優勝したことで知られる。ブエノスアイレス州ラ・プラタ出身。
名前のカタカナ表記はねとらぼの報道に従う。

## 経歴
1963年11月27日、ブエノスアイレス州ラ・プラタに3人兄弟姉妹の第1子として生まれる。ブエノスアイレス州マル・デル・プラタとコロネル・ブランドセンで育つ。Escuela Santa Teresa de Jesús卒業ののちラプラタ国立大学でジャーナリズムを学ぶ。1984年、卒業。
29歳のとき（1992年頃）法律の学位取得を決意、36歳のとき（2000年）修了、弁護士となる。
ミス・ユニバースに応募する前は州議会の下院議員などを歴任。また、家族法の専門知識を活かしてブランドセン検察庁で働き、そこで社会問題に関するさまざまな課題に取り組む。その後保健省で働き、2024年の時点で病院の法律顧問。
2024年4月21日、ミス・ユニバースの国内大会Miss Argentinaの州大会Miss Universe Buenos Airesで優勝。この年はミス・ユニバースが出場者の年齢制限を撤廃した後最初の開催であるが、Miss Universe Buenos Airesには18歳から73歳の女性34人が参加した。大会後、報道陣に対し「大会の新しいパラダイムを体現できることをとてもうれしく思います。私たちは、女性が肉体的な美しさだけではなく、他の価値観も評価される新しいステージを開こうとしています。こういったことを成し遂げたのは、同世代では私が初めてです」と喜びを語った。なお、ミス・ユニバースの地区大会で60代の女性が優勝するのは大会史上初である。
2024年5月25日、全国大会のMiss Argentinaでは優勝できなかったが、部門賞のBest Faceを受賞。大会後、CNNエスパニョールの取材に対し「これは訪れつつある変化の第一歩だ」と話した。本人によると「これ（自分の参加）が、（変化の）前後を示すものであることを願っている。外見的な美しさは常に重視されると思うし、美しい女性を選ぶことが間違っているとは思わないが、美の概念はもっと広がる必要があるだろう」とのことである。
2024年12月25日、『奇跡体験！アンビリバボー』で紹介される。

## 人物
- 好きなものは自然、太陽、静けさ、海辺に座って波の音を聞くこと、瞑想、動物。趣味はウォーキングや運動、料理、詩、友人との外出、旅行、新しい風景や人々・文化を知ること。2024年4月現在結婚しておらず、恋人もいないと。過去の交際相手や子供・孫の有無について詳しい情報はない（報道による）[5]。2024年を起点に数年前に離婚したという報道もある[8]。
- 美容整形は行ったことがない。自身の美の秘訣について「遺伝的背景に恵まれ、オーガニック食品をベースにした食生活に気を配り、週に少なくとも3回ジムに行く」とアルゼンチンメディアに話したことがある[9]。